# Enopliomorpha burgeoni
Enopliomorpha burgeoni là một loài bọ cánh cứng trong họ Cleridae. Loài này được Pic miêu tả khoa học đầu tiên năm 1932.